# Đường Cô
Đường Cô (chữ Hán giản thể: 塘沽区, âm Hán Việt: Đường Cô khu) là một quận thuộc thành phố trực thuộc trung ương Thiên Tân, Cộng hòa Nhân dân Trung Hoa. Đường Cô có diện tích 859 km², dân số 580.000 người. Đây là một quận có cảng quan trọng ở phía bắc Trung Quốc. Đây là nơi tập trung các ngành hóa dầu, hóa chất. Quận Đường Cô có chiều dài bờ biển 91,2 km. Mã số bưu chính của quận này là 300450.